# Центральная кольцевая автомобильная дорога
Центральная кольцевая автомобильная дорога А-113 (сокращённо ЦКАД) — платная скоростная кольцевая магистраль, проходящая в основном по территории Московской области и на участке длиной 22 км по территории Новой Москвы. Основное назначение ЦКАД — разгрузка федеральных дорог и МКАД путём перераспределения транзитного потока автотранспорта в обход Москвы.
Представляет собой четырёхполосную дорогу с перспективой расширения до 6--8 полос, с расчётной скоростью движения 140 км/ч и максимальной разрешенной 110 км/ч на платных участках. Состоит из замкнутого кольцевого участка вокруг Москвы длиной 336,5 км и пока не построенного ответвления от западной части кольца, начинающегося неподалёку от Троицка и заканчивающегося у Московского большого кольца восточнее Клина (пусковой комплекс № 2). После ввода в эксплуатацию второго пускового комплекса общая длина ЦКАД составит около 530 км. Проезд по новой автомагистрали платный — 4,8 руб./км, за исключением бесплатного для проезда западного участка.
Разработка проекта велась с начала 2000-х годов. Стоимость проекта неоднократно менялась в бо́льшую сторону и на 2020 год для построенного кольцевого участка составила 341,2 млрд руб. Строительство кольцевой части ЦКАД завершено в 2021 году.

## История

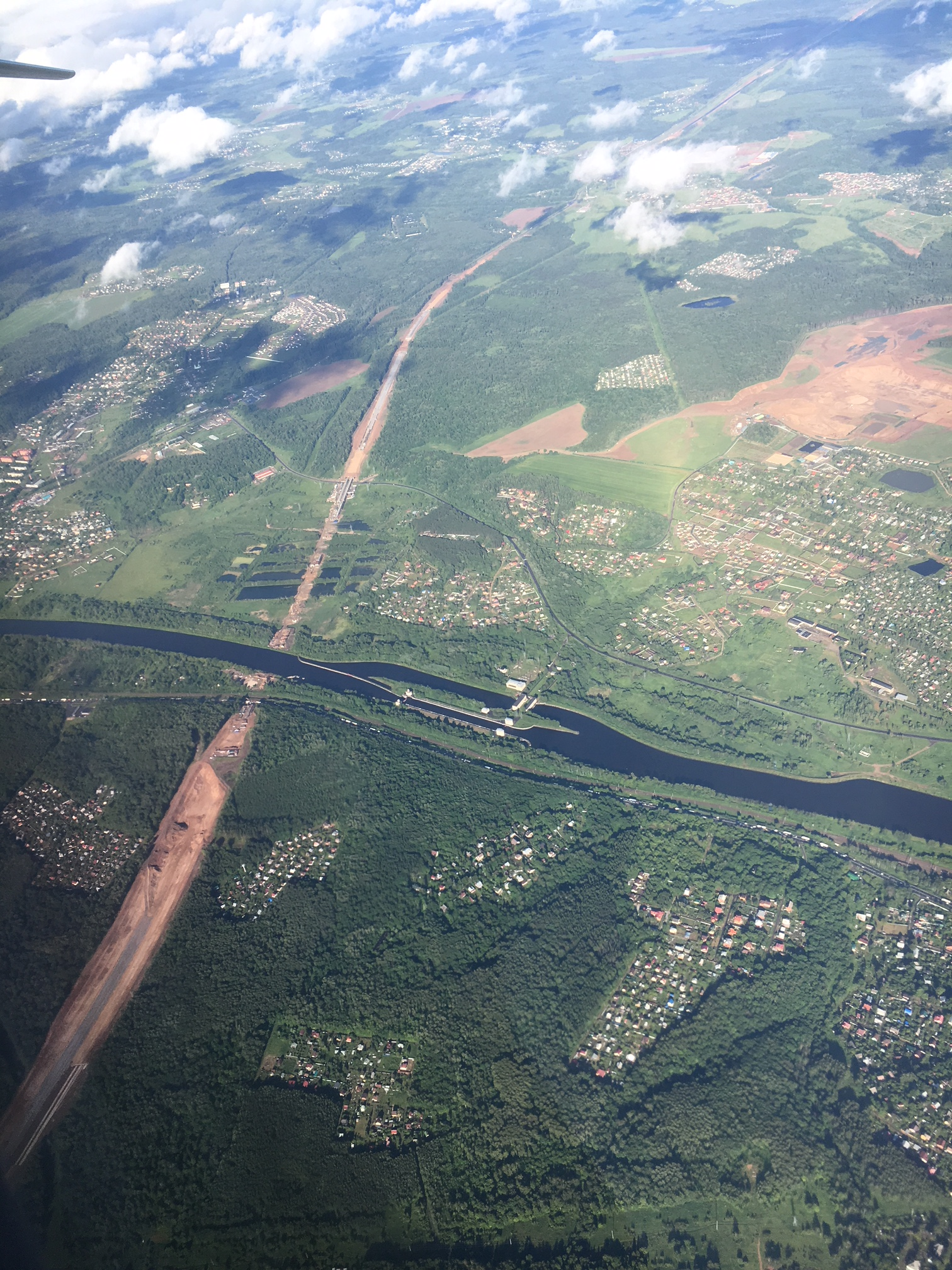
Строительство моста ЦКАД через канал имени Москвы в районе шлюза № 5. Июнь 2018 года.

К началу 2000-х годов из-за возросших транзитных и местных автомобильных потоков начала исчерпываться пропускная способность основных кольцевых дорог Москвы и Подмосковья — Московской кольцевой автомобильной дороги, Московского малого кольца и Московского большого кольца. Последние две дороги проходят через населённые пункты, поэтому их расширение на всём протяжении было невозможно, в связи с чем было запланировано строительство новой автомагистрали вокруг Москвы. В 2001 году вопрос о необходимости строительства новой кольцевой дороги был поднят в федеральной целевой программе «Модернизация транспортной системы России (2002—2010)». В 2003 году правительством Московской области было принято постановление «Об утверждении основных направлений устойчивого градостроительного развития Московской области», в котором первоочередной задачей по развитию транспортной сети в регионе утверждалось строительство ЦКАД. Старт строительства планировался на 2009—2010 года, однако несколько раз переносился, и фактически строительные работы были начаты лишь в 2016 году. За время реализации проекта сроки неоднократно сдвигались. Строительство кольца вокруг Москвы завершено в 2021 году.
При строительстве автомагистраль была разделена на 5 пусковых комплексов, общая протяжённость которых составила 530 км. Пусковые комплексы № 1, 3, 4, 5, а также небольшой соединительный участок № 3—5, сформировали кольцо вокруг Москвы длиной 336,5 км:
- № 3, длина 105,9 км (0—105,9 км) — от автодороги М11 «Нева» до автодороги М7 «Волга».
- № 4, длина 96,9 км (105,9—202,8 км) — от автодороги М7 «Волга» до автодороги М4 «Дон».
- № 1, длина 49,5 км (202,8—252,3 км) — от автодороги М4 «Дон» до пересечения с Московским малым кольцом у села Лисинцево.
- № 5, длина 76,4 км (252,3—328,7 км) — от пересечения с Московским малым кольцом у села Лисинцево до автодороги М10 «Россия».
- № 3-5, длина 7,8 км (328,7—336,5 км) — от автодороги М10 «Россия» до автодороги М11 «Нева».

Пусковой комплекс № 2 планируется построить от западной части кольца в районе села Лисинцево неподалёку от Троицка, далее автодорога пересечет, в частности, Киевское, Новорижское и Ленинградское шоссе и закончится у Большого бетонного кольца восточнее Клина. Строительство второго пускового комплекса запланировано на период 2025—2029 годов, после чего общая длина ЦКАД составит около 530 км.

### Стоимость строительства
В 2005 году газета «Комсомольская правда», ссылаясь на утверждённый в Минтрансе проект, указывала стоимость строительства дороги длиной 480 км в размере 231,3 млрд руб. При том бо́льшая часть средств должна была пойти на выкуп земель. Как отмечали в пресс-службе ГК «Автодор», «выкуп участков является одной из самых проблемных частей проектов».
В 2008 году премьер-министр Владимир Путин на заседании правительства сообщил, что общая стоимость проекта ЦКАД длиной 522 км составит 520 млрд руб.: 65 % суммы будет профинансировано за счёт средств Инвестиционного фонда РФ, 10 % — за счёт бюджета Московской области, а 25 % — за счёт частных инвесторов.
К 2013 году стоимость проекта оценивалась в 300 млрд руб., включая стоимость проектной документации в размере 8 млрд руб..
В июле 2017 года стоимость проекта официально возросла до 313,27 млрд руб.
За 2019 год согласно отчёту Счётной палаты стоимость строительства ЦКАД выросла на 2,6 млрд и составила 315,9 млрд руб.; к сентябрю 2020 года — с 320,6 млрд до 341,2 млрд руб.

### Хронология строительства

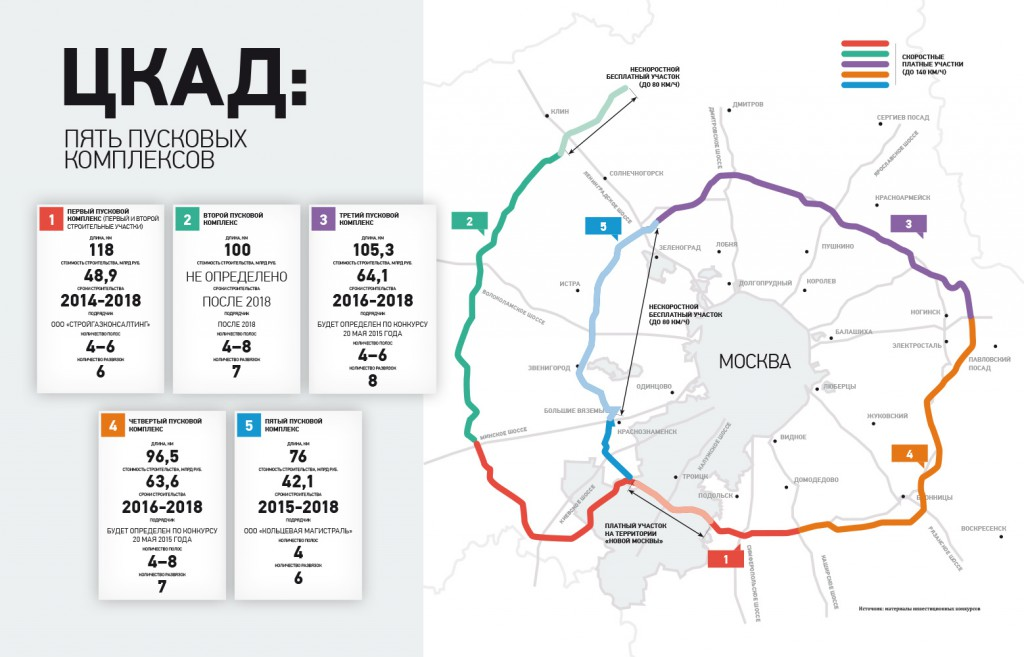
План пусковых комплексов ЦКАД на 2015 год

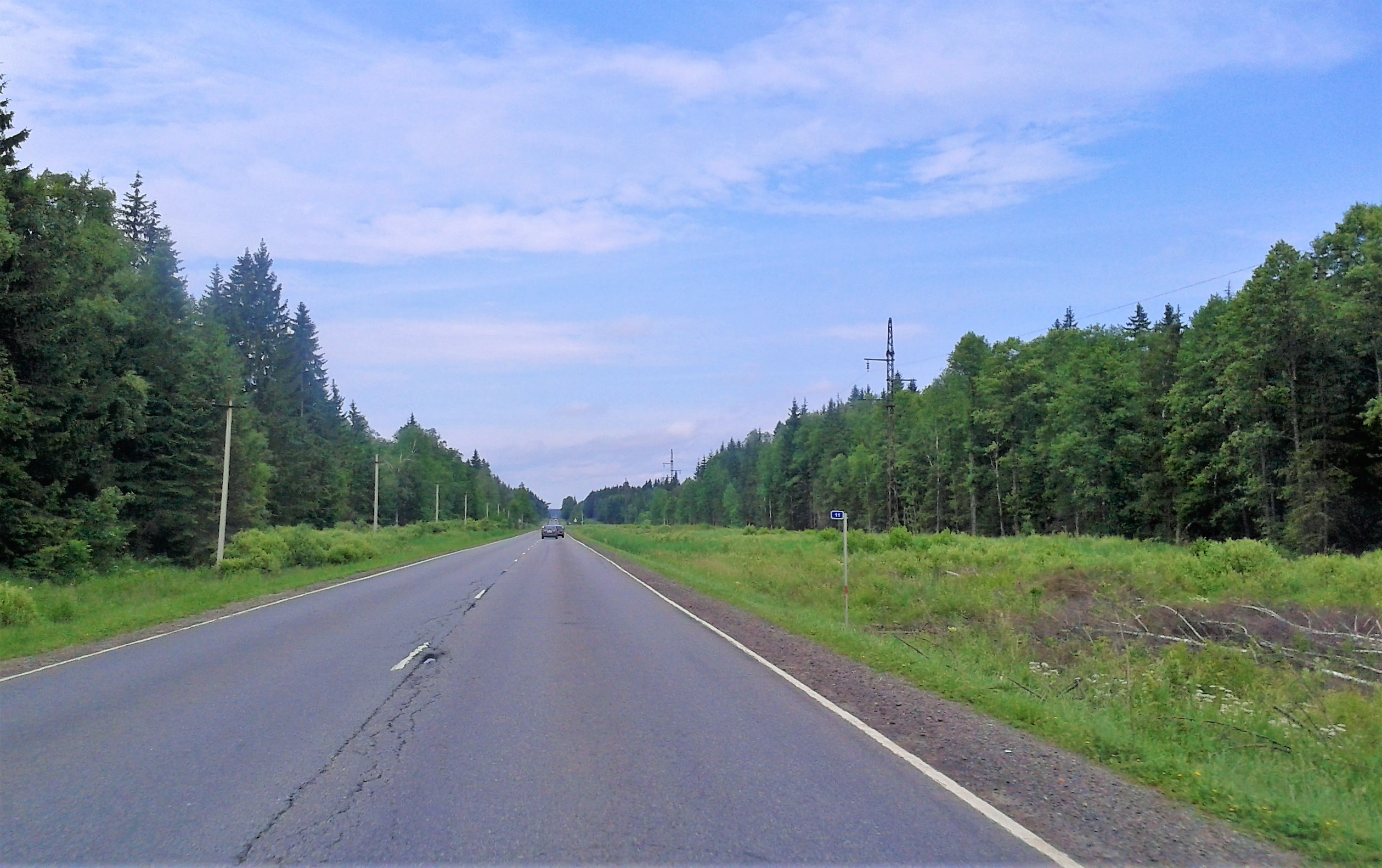
Автодорога А-107, 11-й километр участка Чириково — Селятино, лето 2013 г. В этом месте будущий 2-й пусковой комплекс ЦКАД уходит от А-107 в сторону Наро-Фоминска, а 5-й пусковой комплекс продолжается по оси нынешней А-107 (развилка)

- 18 октября 2005 года по инициативе Правительства Московской области было создано ОАО «Центральная кольцевая автомобильная дорога»[24]. В том же году началось резервирование земель под автомагистраль[6].
- В июне 2008 года премьер-министр Владимир Путин на заседании правительства сообщил, что проектные работы по строительству ЦКАД должны быть завершены в 2009 году, а срок завершения строительства автомагистрали — 2012 год[12][25]. Однако мировой финансовый кризис затормозил процесс, и непосредственную реализацию проекта отложили до 2011 года. С 2008 по 2011 год велась разработка проектной документации под руководством ОАО «Институт по проектированию и изысканиям автомобильных дорог „Союздорпроект“»[4][6].
- В 2011 году строительство было отложено в очередной раз[26]. Тем не менее, в этот же год начались первые работы по подготовке к строительству[6]. По плану строительные работы с учётом подготовки территории должны были проводиться в 2014—2018 годах[27].
- В апреле 2012 года президент Дмитрий Медведев поручил начать строительство участка ЦКАД в Новой Москве к 1 января 2014 года[28].
- 21 июня 2013 года президент Владимир Путин объявил, что на строительство ЦКАД будут направлены средства Фонда национального благосостояния[6][29].
- 26 августа 2014 года на торжественной церемонии по случаю начала работ на ЦКАД была заложена памятная капсула. В мероприятии приняли участие министр транспорта М. Ю. Соколов, губернатор Московской области А. Воробьёв, мэр Москвы С. Собянин и глава ГК «Автодор» С. Кельбах[4][30][31]. На этом этапе непосредственно кольцевую часть планировалось сдать в эксплуатацию в 2018 году, а завершить строительство всего проекта, включая пусковой комплекс № 2 — в 2025 году[32].
- Фактически активные строительные работы были начаты только в 2016 году[33][34].
- 10 ноября 2017 года открыто движение на первом участке пятого пускового комплекса — обходе Звенигорода (3,6 км)[35][36].
- В октябре 2018 года в связи с многочисленными нарушениями и задержками в процессе строительства В. Путин поручил Счётной палате, Генпрокуратуре и Следственному комитету провести проверку хода выполнения работ. Итоги проверки Счётной палаты показали, что на 1 декабря 2018 года готовность отдельных участков дороги составляла от 0 до 66 процентов, хотя по паспорту проекта объекты должны были быть сданы в 2014—2018 годах. Среди основных причин срыва сроков были названы «низкое качество проектирования» и «длительность процедур по изъятию и оформлению земельных участков»[37][38].
- В марте 2019 года Минтранс признал недоработки, пообещав устранить 12 «узких мест» ЦКАД.[39]
- 28 января 2020 года открыто движение на втором участке пятого пускового комплекса от деревни Жёдочи до трассы М3 (9 км)[40].
- 29 июня 2020 года открыто движение по участку от Можайского до Новорижского шоссе[41].
- В сентябре 2020 года вице-премьер Марат Хуснуллин заявил, что полностью замкнуть ЦКАД планируется в 2021 году[23].
- 11 ноября 2020 года было открыто движение по северной части ЦКАД — пусковому комплексу № 3. Общая стоимость строительства комплекса составила 100,8 млрд руб.[42].
- В конце 2020 года жители Малых и Больших Вязём обратились с письмом в адрес Владимира Путина с просьбой провести проверку строительства развязки на пересечении Можайского шоссе и ЦКАД, которая должна была пойти вблизи домов[43].
- 28 декабря 2020 года было открыто движение ещё по четырём участкам дороги[44]:
  - ЦКАД-4 от Горьковского шоссе до трассы М4 «Дон»;
  - ЦКАД-1 от трассы М4 «Дон» до пересечения с дорогой М2 «Крым» и от Калужского шоссе до трассы А-107;
  - участок от трассы М11 «Нева» до трассы М10 «Россия»;
  - ЦКАД-5: реконструированный участок трассы А-107.
- 8 июля 2021 года состоялось открытие заключительного участка ЦКАД[45]:
  - развязка на пересечении ЦКАД-4 и М-5 «Урал»;
  - участок ЦКАД-1 от Калужского до Симферопольского шоссе протяжённостью 25 км;
  - пересечение ЦКАД-5 и М-10 «Россия».
- 22 февраля 2023 года открыт съезд с трассы М11 на ЦКАД в восточном направлении при движении из Санкт-Петербурга[46].
- 8 сентября 2022 года и 8 сентября 2023 года открыты развязки ЦКАД со строящейся магистралью М-12 «Восток» соответственно в сторону от Москвы и в полном объёме[47][48].
- 22 декабря 2024 года открыт четырехкилометровый участок обхода деревни Малые Вязёмы - эстакада над Можайским шоссе и железнодорожными путями Смоленского направления. ЦКАД стала полноценным замкнутым кольцом[49].

## Характеристика дороги
ЦКАД — четырёхполосная дорога с перспективой расширения до 6—8 полос. Кольцевая часть проходит приблизительно в 50 км от МКАД, на большей части пути в 400—800 метрах от Московского малого кольца, обходя населённые пункты, и соединяет основные вылетные магистрали — Ленинградское, Дмитровское, Ярославское, Щёлковское, Горьковское, Рязанское, Каширское, Симферопольское, Варшавское, Калужское, Киевское, Минское, Можайское, Рижское и Волоколамское шоссе. На южном участке на протяжении 22 км проходит по территории Новой Москвы. Дорога проходит в обход крупных населённых пунктов, при пересечении с федеральными и региональными трассами сооружены многоуровневые транспортные развязки. Между внешней и внутренней сторонами кольца сооружён разделительный барьер.
На ЦКАД к 2022 году было построено 225 искусственных сооружений: 55 мостов, 144 путепровода, 19 пешеходных переходов и 7 переходов для диких или сельскохозяйственных животных. Крупнейшим искусственным сооружением на трассе является мост через канал имени Москвы длиной 1410 м и шириной 27,3 м. Мост имеет 22 пролёта длиной от 41 до 150 м.
ЦКАД на протяжении 256 км от трассы М11 до села Лисинцево представляет собой автомагистраль в виде скоростной трассы категории IА. Западная часть ЦКАД (пусковой комплекс № 5) представляет собой реконструированный 76-километровый участок Малого бетонного кольца. Это связано с отсутствием свободного места на строительство новой дороги. Западный участок соответствует II технической категории вне населённых пунктов и магистральной улице общегородского значения регулируемого движения в населённых пунктах. Расчётная скорость движения по автомагистрали составляет 140 км/ч, максимальная разрешённая скорость — 110 км/ч. На бесплатном участке максимальная разрешенная скорость составляет 90 км/ч вне населённых пунктов и менее 90 км/ч в населённых пунктах. Протяжённость платных участков ЦКАД составляет 260 км, а именно от Дурыкино (М10) до села Лисинцево. Проезд по западному участку ЦКАД остаётся бесплатным.
Хотя в 2021 году было объявлено, что открыт заключительный участок, ЦКАД при этом не стала замкнутым кольцом. На западной части ЦКАД в районе Больших Вязём участки ЦКАД не стыковались друг с другом, а движение между ними осуществлялось по Можайскому шоссе и трассе А-107. Кроме этого дополнительно существенно ухудшал транспортную обстановку железнодорожный переезд в деревне Малые Вязёмы. 22 декабря 2024 года строительство четырехкилометровой обходной трассы с устранением всех одноуровневых пересечений было завершено. Несмотря на то, что с этого момента ЦКАД стала замкнутым кольцом, на западной части ЦКАД имеются ещё несколько «узких» мест в виде одноуровневых пересечений, на которых планируется построить развязки.
| Км                                                                              | Развязки и пересечения                                                    | Развитие А113 ЦКАД                                                                             |
| ------------------------------------------------------------------------------- | ------------------------------------------------------------------------- | ---------------------------------------------------------------------------------------------- |
| 0                                                                               | М11 «Нева» (Новое Ленинградское)                                          | Не предусмотрены съезды с М-11 на ЦКАД в западном направлении.                                 |
| 8                                                                               | Р113 Рогачевское шоссе                                                    | Развитие не предусмотрено.                                                                     |
| 14                                                                              | 46Н-0133 А107(Никольское)—Горки                                           |                                                                                                |
| 25                                                                              | А104 Дмитровское шоссе                                                    | Строительство развязки к 2026-2027 году.                                                       |
| 31                                                                              | А107 у примыкания дороги А107(Лотосово)—Гришино                           | Строительство развязки к 2026-2027 году.                                                       |
| 50                                                                              | 46К-8210 Нагорное-Зимогорье                                               | Строительство развязки к 2026-2027 году.                                                       |
| 54                                                                              | М8 «Холмогоры» (Ярославское)                                              |                                                                                                |
| 61                                                                              | 46К-8080 Пушкино—Красноармейск                                            | Строительство развязки. Срок не определён.                                                     |
| 71                                                                              | Р110 Фряновское шоссе                                                     | Строительство развязки к 2026-2027 году.                                                       |
| 81                                                                              | А103 Щелковское шоссе                                                     | Строительство развязки к 2026-2027 году.                                                       |
| 87                                                                              | А107 в начале участка Ямкино—Ногинск                                      | Строительство развязки. Срок не определён.                                                     |
| 105,9                                                                           | М7 «Волга» (Горьковское)                                                  |                                                                                                |
| 111                                                                             | М12 «Восток» (Москва—Казань)                                              |                                                                                                |
| 114                                                                             | 46Н-08284 Павловский Посад-Субботино-Электросталь                         | Строительство развязки к 2026-2027 году.                                                       |
| 128                                                                             | А107 в районе примыкания Носовихинского шоссе (северная и южная развязки) |                                                                                                |
| 132                                                                             | А107 в районе примыкания Носовихинского шоссе (северная и южная развязки) |                                                                                                |
| 137                                                                             | Р105 Егорьевское шоссе                                                    |                                                                                                |
| 154                                                                             | 46К-5052 Раменское—А107—Белоозерский—Чечевилово—А108                      | Строительство развязки. Срок не определён.                                                     |
| 168                                                                             | М5 «Урал» (Новорязанское)                                                 |                                                                                                |
| 196                                                                             | А107 у примыкания дороги А107(Востряково)—Образцово—Домодедово            |                                                                                                |
| 202,8                                                                           | М4 «Дон» (Новокаширское)                                                  |                                                                                                |
| 215                                                                             | М2 «Крым» (Симферопольское) (восточная и западная развязки)               |                                                                                                |
| 220                                                                             | М2 «Крым» (Симферопольское) (восточная и западная развязки)               |                                                                                                |
| 221                                                                             | А107 вблизи микрорайона Львовский города Подольск                         | Строительство развязки к 2026-2027 году.                                                       |
| 231                                                                             | 46К-9644 Варшавское шоссе до А130                                         | Развитие не предусмотрено.                                                                     |
| 241                                                                             | А101 Калужское шоссе                                                      |                                                                                                |
| 252,3                                                                           | А107 11-й км у села Лисинцево                                             | Строительство развязки для ответвления пускового комплекса № 2. Начало строительства—2025 год. |
| 261                                                                             | М3 «Украина» (Киевское)                                                   |                                                                                                |
| 272                                                                             | М1 «Беларусь» (Минское)                                                   |                                                                                                |
| 276                                                                             | А100 Можайское шоссе                                                      |                                                                                                |
| 281                                                                             | А107 на участке Хлюпино—Захарово                                          | Строительство развязки. Утверждена проектная документация.                                     |
| 289—290                                                                         | участок полосы разгона и мост через Москву-реку                           | Развитие полосы разгона и реконструкция моста через реку. Начаты конкурсные процедуры.         |
| 291                                                                             | А107 обход Звенигорода (южная и северная развязки)                        |                                                                                                |
| 293                                                                             | А107 обход Звенигорода (южная и северная развязки)                        |                                                                                                |
| 294                                                                             | 46К-1340 Ильинское шоссе до А106                                          | Строительство развязки. Утверждена проектная документация.                                     |
| 303                                                                             | М9 «Балтия» (Новорижское)                                                 |                                                                                                |
| 312                                                                             | 46К-9012 Волоколамское шоссе                                              | Строительство развязки. Начало строительства—2022 год.                                         |
| 315                                                                             | А107 у примыкания дороги А107(Алексино)—Рычково—Истра                     | Строительство развязки.                                                                        |
| 325                                                                             | Р111 Пятницкое шоссе                                                      |                                                                                                |
| 328,7                                                                           | мост через ж/д пути Ленинградского направления                            |                                                                                                |
| 332                                                                             | М10 «Россия» (Ленинградское)                                              | Не предусмотрен съезд на ЦКАД при движении по М-10 из Москвы.                                  |
| 336,5                                                                           | М11 «Нева» (Новое Ленинградское)                                          | Не предусмотрены съезды с М-11 на ЦКАД в западном направлении.                                 |
| Итого 336,5 км. — развязка; — отсутствие развязки; — одноуровневое пересечение. |                                                                           |                                                                                                |

### Инфраструктура
При открытии ЦКАД-3 в ноябре 2020 года было заявлено, что на этом участке внедрена система «Умная дорога», разработанная компанией «Казань-Телематика» (входит в концерн «Национальные телематические системы»).
Система получает с датчиков и камер информацию об авариях и заторах, скорости и плотности транспортных потоков, появлении на дороге посторонних предметов, пешеходов или животных. Оперативно обрабатывая эту информацию, система запускает сценарии, соответствующие ситуации на дороге: если инцидент представляет опасность для участников дорожного движения, то информация выводится на информационные табло и знаки, водители также могут получать предупреждения через подключённые к дорожной инфраструктуре бортовые устройства автомобилей, а в будущем — на личные смартфоны через мобильное приложение. Помимо этого интеллектуальная дорожная инфраструктура на участке ЦКАД-3 способна взаимодействовать с беспилотными транспортными средствами: во время открытия участка было продемонстрировано, как система может предупредить беспилотник об опасном сближении, препятствии на дороге, необходимости совершить манёвр, сменить полосу и т. д.

### Оплата
Финансирование проекта осуществлялось по принципу государственно-частного партнёрства в том числе из государственного бюджета и Фонда национального благосостояния. Для повышения привлекательности инвестиций было решено, что проезд по ЦКАД будет платным. В 2013 году размер средневзвешенного тарифа при проезде по ЦКАД планировался в размере 2,32 руб./км. В июне 2020 года глава ГК «Автодор» Вячеслав Петушенко обещал, что максимальная стоимость проезда по автомагистрали будет составлять 2,5 руб./км, а владельцы транспондеров получат скидку в размере 20 %.
На ЦКАД действует безбарьерная система оплаты «Свободный поток» (Free-flow). Автомобили без остановок проезжают через рамку с оборудованием фиксации проезда. Система распознаёт номерные знаки автомобилей либо имеющийся в автомобиле транспондер при въезде и при выезде, исходя из пройденного пути рассчитывается сумма к оплате. Водители без транспондера должны в течение 5 суток оплатить проезд на сайте оператора в личном кабинете. Водители с транспондером имеют лицевой счёт, с которого и производится оплата.
Всего на ЦКАДе установлено 12 рамок Free-flow.
Оператором по взиманию платы за проезд на ЦКАД является ООО «Автодор — платные дороги». Бесплатной альтернативой ЦКАД останется Московское малое кольцо.

### Цены
В декабре 2016 года Оператор разделил транспортные средства на 4 категории, установив для каждой свой тариф:
1. Транспортные средства высотой не более 2 м. С двумя и более осями. Это автомобили высотой до 2 м (в том числе с прицепом), многоцелевые транспортные средства, мотоциклы (в том числе с прицепом, коляской).
2. Транспортные средства высотой 2—2,6 м. С двумя и более осями. Это автомобили высотой свыше 2 м (в том числе с прицепом).
3. Транспортные средства высотой более 2,6 м. С двумя осями. Это грузовые автомобили, микроавтобусы, и туристические междугородние автобусы.
4. Транспортные средства высотой более 2,6 м. С тремя и более осями. Это грузовые автомобили, автобусы, туристические междугородние автобусы и транспортные средства 2 класса.

Цена проезда зависит от категории транспортного средства (4 категории), способа оплаты (транспондер или пост-оплата) и пройденного пути (от 1 до 12 участков).
В ноябре 2020 года утверждённая стоимость проезда для легковых машин без транспондера по третьему участку ЦКАД составила 4,8 руб./км. Обладатели транспондера получают скидку от 15 до 50 %. 25 февраля 2022 года ГК «Автодор» повысила цены на проезд в рамках ежегодной индексации на уровень инфляции 2021 года.

## Критика
Согласно данным социологического опроса, проведённого в 2012 году по заказу ГК «Автодор», 52 % опрошенных выступают против развития сети платных дорог.